# Фезерстон, Кэти
Кэти Фезерстон (англ. Katie Featherston; род. 20 октября 1982, Арлингтон, Техас) — американская актриса.

## Жизнь и карьера
Родилась в Техасе. Она училась в средней школе Джеймса Боуи в Арлингтоне, штате Техас и принимала участие в многочисленных драматических сценках на мероприятиях. Позже она училась в Южном методистском университете, где изучала актёрское мастерство. В 2005 году переехала в Лос-Анджелес.
Самой известной её ролью является в фильме «Паранормальное явление», который был впервые показан в 2007 году, но на экраны США он вышел в 2009 году. Также она сыграла ту же роль во второй, третьей, четвёртой и пятой частях франшизы.

## Фильмография
| Год  |     | Русское название                      | Оригинальное название                | Роль                   |
| ---- | --- | ------------------------------------- | ------------------------------------ | ---------------------- |
| 2006 | в   | Мутация                               | Mutation                             | Мелисса                |
| 2007 | ф   | Паранормальное явление                | Paranormal Activity                  | Кэти                   |
| 2010 | ф   | Психический эксперимент               | Psychic Experiment                   | Элспет Томпсон         |
| 2010 | ф   | Паранормальное явление 2              | Paranormal Аctivity 2                | Кэти                   |
| 2011 | ф   | Паранормальное явление 3              | Paranormal Аctivity 3                | Кэти                   |
| 2012 | с   | Река                                  | The River                            | Розетта Фишер «Кролик» |
| 2012 | ф   | Паранормальное явление 4              | Paranormal Аctivity 4                | Кэти                   |
| 2013 | с   | Акт Анонимно                          | Act-Anon                             | Хоуп                   |
| 2013 | кор |                                       | The Newest Testament                 | Дебора                 |
| 2014 | ф   | Паранормальное явление: Метка Дьявола | Paranormal Аctivity: The Marked Ones | Кэти                   |
| 2015 | кор |                                       | Becoming                             | Сара                   |
| 2017 | с   |                                       | Solace for the Unloved               | Мэри Эллен             |
| 2019 | с   | Большая маленькая ложь                | Big Little Lies                      | Лайла ЛаПлант          |

## Награды и номинации
| Год  | Награда                      | Категория      | Работа                 | Результат |
| ---- | ---------------------------- | -------------- | ---------------------- | --------- |
| 2007 | Screamfest — Festival Trophy | Лучшая актриса | Паранормальное явление | Победа    |
| 2009 | Fright Meter Awards          | Лучшая актриса | Паранормальное явление | Номинация |
| 2010 | MTV Movie Awards             | Лучший испуг   | Паранормальное явление | Номинация |